# Oppidum de Piégu
L'oppidum de Piégu à Rougiers dans le département du Var est un éperon barré occupé durant La Tène II puis au Bas-Empire. Il a fait l'objet de fouilles archéologiques au début des années 1960 sous la forme de trois sondages.

## Localisation
L'oppidum barré de Piégu, d'orientation nord-sud, domine la vallée du Cauron et les voies de passage vers Saint-Maximin au nord, la vallée de l'Huveaune à l'ouest, le plateau de la Sainte-Baume et les chemins vers la côte au sud.

## Historique des recherches
Le site a été fouillé de 1963 à 1964 par les archéologues français G. Démians d'Archimbaud, M. Honoré et C. Lagrand.

## Occupation du site
Il mesure approximativement 250 m de long pour 80 à 115 m de large. Sa superficie est d'environ 2,35 hectares. Il est entouré d'abrupts rocheux assurant une défense naturelle sur trois côtés. Il est barré au sud par un rempart de pierres sèches d'une soixantaine de mètres de long. Il comporte une tour quasi circulaire à son extrémité occidentale et une tour quadrangulaire vers le centre. Une poterne pourrait avoir été aménagée à son extrémité orientale. Une citerne a été creusée dans le rocher sur le flanc occidental de l'éperon. À 75 m au nord du rempart, une levée de terrain forme une deuxième ligne de défense naturelle. Aucun vestige défensif ne semble y avoir été construit. Les traces d'habitat - des fonds de cabane - apparaissent dans cette zone et se multiplient en direction de l'extrémité de l'éperon. Les indices céramiques datent pour le moment l'occupation du milieu ou du troisième quart du IIe siècle av. J.-C.
Le site est abandonné par la suite et un habitat s'installe dans la plaine. Il est réoccupé à la fin du IVe siècle ou au Ve siècle. De cette période date un fortin constitué de deux salles disposées en T à proximité duquel s'établit un habitat. Les murs en pierre du bâtiment défensif devait atteindre 3,5 m de haut. Des superstructures en bois couronnaient semble-t-il l'édifice. Divers déchets attestent l'existence d'une forge de transformation du minerai de fer en métal.